# Belene
Belene (bulgariska: Белене) är en ort i Bulgarien.   Den ligger i kommunen Obsjtina Belene och regionen Pleven, i den centrala delen av landet, 180 kilometer nordost om huvudstaden Sofia. Belene ligger 33 meter över havet och antalet invånare är 9 781.
Terrängen runt Belene är platt åt nordost, men åt sydväst är den kuperad. Närmaste större samhälle är Svisjtov, 19,1 kilometer öster om Belene.
Trakten runt Belene består till största delen av jordbruksmark. Runt Belene är det ganska glesbefolkat, med 38 invånare per kvadratkilometer.